# Metalimnobia (Metalimnobia) bicolor
Metalimnobia (Metalimnobia) bicolor is een tweevleugelige uit de familie steltmuggen (Limoniidae).